# Maserati Kyalami
Maserati Kyalami – samochód sportowy klasy średniej produkowany przez włoską markę Maserati w latach 1976 - 1983.

## Historia i opis modelu

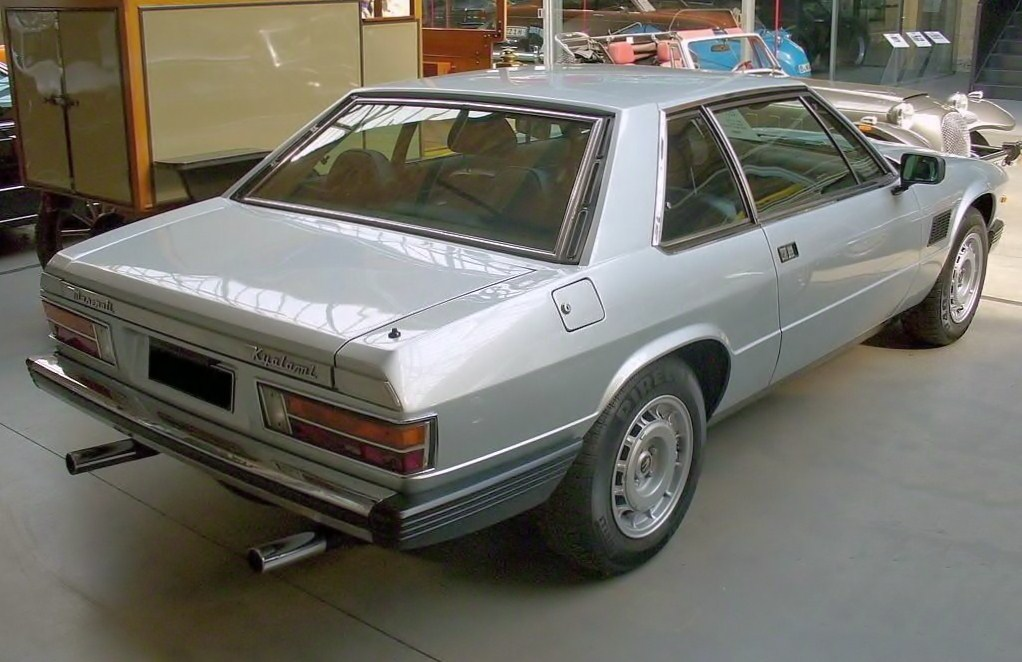
Maserati Kyalami - tył

Kyalami to nowy model firmy w połowie lat 70, został wprowadzony po tym, gdy Alessandro de Tomaso stał się jej właścicielem. 
De Tomaso miał w swojej ofercie kilka samochodów, które nawiązywały do modeli konkurencji (m.in. Deauville do Jaguara XJ 6, czy też prototyp z Salonu w Turynie w 1974, który był bardzo podobny do Fiata X1/9). Nowe Maserati zostało zaprojektowane przez Pietro Frua, za inspirację posłużył mu De Tomaso Longchamp zaprojektowany przez Toma Tjaarda(który znowu podobny był do Mercedesa 450SLC). W projekcie zmieniono przód oraz tył pojazdu, zaprojektowano je w stylu charakterystycznym dla samochodów Maserati. Zmieniono także wystrój kabiny pasażerskiej, użyto w niej materiały charakterystyczne dla Maserati (koło kierownicy czy też osprzęt).
Kyalami był to sportowy samochód skonstruowany w układzie 2+2 o nadwoziu typu notchback coupe. Został zaprezentowany na '76 Międzynarodowym Salonie Samochodowym w Genewie, początkowo był dostępny z silnikiem Maserati 4,2 l V8 (255 hp), od 1978 montowano także motor 4,9 l V8 o mocy 290 hp. W obu przypadkach montowano 5-biegową manualną skrzynię biegów ZF, na życzenie dostępna była 3-biegowa skrzynia automatyczna. Pod względem mechanicznym Kyalami podobne jest do modelu Quattroporte, który oferowany był z tymi samymi silnikami i skrzyniami biegów.
Nazwa modelu pochodzi od toru Formuły 1 w Południowej Afryce .

### Dane techniczne
Źródło:

### Silnik
- V8 4,9 l (4930 cm³), 2 zawory na cylinder, DOHC
- Układ zasilania: cztery gaźniki
- Średnica cylindra × skok tłoka: 93,90 mm × 89,00 mm
- Stopień sprężania: 8,5:1
- Moc maksymalna: 284 KM (209 kW) przy 5600 obr./min
- Maksymalny moment obrotowy: 392 N•m przy 3000 obr./min

### Osiągi
- Przyspieszenie 0-100 km/h: b/d
- Prędkość maksymalna: 245 km/h